# Золотарі (Волгоградська область)
Золотарі (рос. Золотари) — селище у Палласовському районі Волгоградської області Російської Федерації.
Населення становить 1394 особи. Входить до складу муніципального утворення Гончаровське сільське поселення.

## Історія
Селище розташоване у межах українського історичного та культурного регіону Жовтий Клин.
Селище засноване 1850 року.
Згідно із законом від 30 грудня 2004 року № 982-ОД органом місцевого самоврядування є Гончаровське сільське поселення.

## Населення
| 2010 |
| ---- |
| 1394 |